# Brody Malone
John Brody Malone (Johnson City, 7 de janeiro de 2000) é um ginasta artístico estadunidense. Ele é membro da equipe nacional masculina de ginástica artística dos Estados Unidos desde 2020 e representou os Estados Unidos nos Jogos Olímpicos de 2020 e 2024. Ele foi membro da equipe vencedora da medalha de bronze nas Olimpíadas de Verão de 2024. Ele é três vezes campeão nacional geral dos Estados Unidos (2021, 2022 e 2024). Na barra fixa , ele é o medalhista de bronze do Campeonato Mundial de 2021 e o Campeão Mundial de 2022. Com três medalhas olímpicas e do Campeonato Mundial, Malone está empatado como o nono ginasta masculino dos Estados Unidos mais condecorado de todos os tempos. Ele também é dez vezes campeão nacional da NCAA.

## Início da vida e educação
Malone nasceu em Johnson City, Tennessee, em 7 de janeiro de 2000, filho de John e Tracy Malone. Ele tem dois irmãos e uma irmã. Os pais de Malone o matricularam na ginástica aos três anos porque ele era uma criança muito ativa. A mãe de Malone morreu de câncer em 2012, e sua madrasta morreu em 2019 após sofrer um aneurisma cerebral. Durante o ensino fundamental e médio, Malone competiu em eventos de rodeio, como laço em equipe e jackpots, semelhante a seu pai, que competiu em rodeio na Georgia Southern University.
Malone estudou na Trion High School e mais tarde se formou na Universidade Stanford com um diploma em ciências da administração e engenharia.

## Carreira
Malone competiu no nível olímpico júnior. No Campeonato Nacional de 2015, ele ficou em sétimo lugar. No Campeonato Nacional de 2016, ele ficou em segundo lugar, atrás de Vitaliy Guimarães. Além disso, Malone ganhou prata no salto e barras paralelas e bronze nas argolas. Em 2016, Malone competiu em seu primeiro Campeonato Nacional de elite. Ele ficou em 15º lugar no geral, mas ganhou o bronze na barra horizontal na divisão de 15 a 16 anos.
Ele começou a competir pela equipe de ginástica do Stanford Cardinal em 2019. No Campeonato Nacional da NCAA, Malone ajudou Stanford a ganhar o título da equipe e ganhou individualmente os títulos geral, solo e barra horizontal. Malone foi selecionado para representar os Estados Unidos nos Jogos Pan-Americanos de 2019, onde ajudou os EUA a terminar em segundo lugar como equipe, atrás do Brasil.
Em junho de 2024, Malone competiu nas seletivas olímpicas dos EUA, onde ficou em segundo lugar geral (170,30), sexto no solo (28,10), quinto no cavalo com alças (27,40), quarto nas argolas (28,55), quinto nas barras paralelas (29,50) e quarto na barra horizontal (27,450). Em 29 de junho, ele foi nomeado para a equipe olímpica dos EUA para competir nos Jogos Olímpicos de 2024 ao lado de Asher Hong, Paul Juda, Stephen Nedoroscik e Fred Richard. Nas Olimpíadas de Paris de 2024, Malone fez parte da equipe que ganhou uma medalha de bronze na final por equipes. Esta foi a primeira medalha no evento desde 2008, marcando o fim de uma seca de 16 anos. No outono, Malone participou do Gold Over America Tour.